# Abominog
Abominog är det fjortonde studioalbumet av det brittiska rockbandet Uriah Heep, utgivet 1982. Det är också det första albumet utan Ken Hensley som hade lämnat bandet 1980. Trots att denna inspirationskälla som Hensley var nu saknades blev ändå Abominog en relativt stor framgång med topp-40-placeringar i flera Europeiska länder.
När Hensley lämnade bandet och bandet sen rämnade 1981, bland annat efter ett misslyckat försök att få bandets ursprunglige sångare David Byron att återvända, funderade Mick Box ett tag på att bilda ett helt nytt band men bestämde sig att använda Uriah Heep som namnet på det band han nu startade 1982. Mick Box är således den ende som medverkat på samtliga album Uriah Heep givit ut. 
Med sig fick Box Peter Goalby som sångare och klaviaturisten John Sinclair. Trevor Bolder hade fått ett erbjudande att spela med engelska progressiva rockbandet Wishbone Ash och kunde inte medverka. Lee Kerslake återvände också till bandet efter spel med Ozzy Osbourne och med sig fick han basisten Bob Daisley. Både Kerslake och Daisley hade varit med om att bilda Blizzard of Ozz men sparkades ut ur det bandet när Osbourne ville satsa på USA-marknaden. 
Materialet som spelades in skrevs gemensamt av gruppmedlemmarna och hade mer hårdrockskaraktär än något tidigare album. Man satsade även på cover-versioner, men "Think It Over" var en ominspelning av en tidigare låt som spelats in av Uriah Heep 1980. "On the Rebound" var ingen av Daisleys favoriter, han t o m vägrade spela den varför en syntbas spelas av Sinclair istället.
För att göra reklam för den nya uppsättningen av Heep gav man ut en specialsingel,Abominog Junior EP med "On the Rebound" som A-sida, med två låtar som inte kom med på LP:n, "Tin Soldier" och "Son of a Bitch". Båda dessa låtar hamnade senare på den remastrade versionen av albumet som gavs ut 1997.

## Låtlista
1. "Too Scared to Run" (Box, Daisley, Goalby, Kerslake, Sinclair) – 3:49
2. "Chasing Shadows" (Box, Daisley, Goalby, Kerslake, Sinclair) – 4:39
3. "On the Rebound" (Ballard) – 3:14
4. "Hot Night in a Cold Town" (Cushing-Murray, Littlefield) – 4:03
5. "Running All Night" (with the Lion)" (Farr, Box, Daisley, Goalby, Kerslake, Sinclair) – 4:28
6. "That's the Way That It Is" (Bliss) –  4:06
7. "Prisoner" (Lance, Cooper, Riparetti) – 4:33
8. "Hot Persuasion" (Box, Daisley, Goalby, Kerslake, Sinclair) – 3:48
9. "Sell Your Soul" (Box, Daisley, Goalby, Kerslake, Sinclair) – 5:25
10. "Think It Over" (Sloman, Bolder) – 3:42

## Medlemmar
- Peter Goalby - Sångare
- Mick Box - Gitarr, och sång
- John Sinclair - Organist, Synthesizer, Gitarr, och sång
- Bob Daisley - Bas
- Lee Kerslake - Trummor

## Listplaceringar
- Norge #30
- Storbritannien #34
- USA #56